# Епархия Херико

Герб епархии Херико

Епархия Херико (лат. Dioecesis Iericoënsis) — епархия Римско-Католической церкви с центром в городе Херико, Колумбия. Епархия Херико входит в митрополию Медельина. Кафедральным собором епархии Херико является церковь Пресвятой Девы Марии.

## История
29 января 1915 года Римский папа Бенедикт XV издал буллу «Universi Dominici Gregis», которой учредил епархию Херико, выделив её из епархии Антиокии (сегодня — Архиепархия Санта-Фе-де-Антиокии).
В 1916 году в Херико была открыта епархиальная семинария.
5 февраля 1917 года Римский папа Бенедикт XV выпустил буллу «Quod Catholicae Religionis», которой объединил епархию Херико с епархий Антиокии, которая стала называться епархией Антиокии-Херико. В этом же году епархия Антиокии-Херико передала несколько приходов епархии Санта-Роса-де-Ососа и в 1918 году — апостольской префектуре Урбана.
3 июля 1941 года Римский папа Пий XII выпустил буллу «Universi Dominici Gregis», которой восстановил епархию Херико после разделения на две части епархии Антиокии-Херико. В епархии Херико и Антиокии была включена территория апостольской префектуры Урбана, которая была упразднена в этот же день.

## Ординарии епархии
- епископ Maximiliano Crespo Rivera (1915 — 7.02.1917), назначен епископом Санта-Росы-де-Ососа
  - объединение с епархией Антиокии (1917—1941)
- епископ Antonio José Jaramillo Tobón (7.02.1942 — 31.03.1960)
- епископ Augusto Trujillo Arango (31.03.1960 — 2.02.1970), назначен архиепископом Тунхи
- епископ Juan Eliseo Mojica Oliveros (4.06.1970 — 26.04.1977), назначен епископом Гарагоа
- епископ Augusto Aristizábal Ospina (29.10.1977 — 7.10.2003)
- епископ José Roberto López Londoño (7.10.2003 — 13.06.2013)
- Noel Antonio Londoño Buitrago (назначен 13.06.2013[2])

## Источник
- Annuario Pontificio, Libreria Editrice Vaticana, Città del Vaticano, 2003, ISBN 88-209-7422-3
- Булла Quod catholicae, AAS 13 (1921), стр. 457  (лат.)
- Булла Universi dominici gregis, AAS 33 (1941), стр. 410  (лат.)